# Acristavus
Acristavus byl rod velkého býložravého dinosaura z čeledi Hadrosauridae. Žil v průběhu svrchnokřídového období před asi 79 milióny let na území dnešního západu Severní Ameriky (státy Montana a Utah).

## Charakteristika
Fosilie tohoto dinosaura byly objeveny v geologických souvrstvích Two Medicine a Wahweap. Tento hadrosaurid patřil mezi ty zástupce, kteří postrádají výraznou ornamentaci lebky. Mezi jeho nejbližší vývojové příbuzné patří rody Maiasaura, Brachylophosaurus, Probrachylophosaurus a Ornatops. Autoři popisné studie pro tyto rody dokonce vytvořili vlastní skupinu, klad Brachylophosaurini.

## Rozměry
Gregory S. Paul odhadl v roce 2016 délku tohoto hadrosaurida na 8 metrů a jeho hmotnost přibližně na 3000 kilogramů. Thomas R. Holtz, Jr. odhadl délku tohoto dinosaura na 8,5 metru.